# Volga Siber

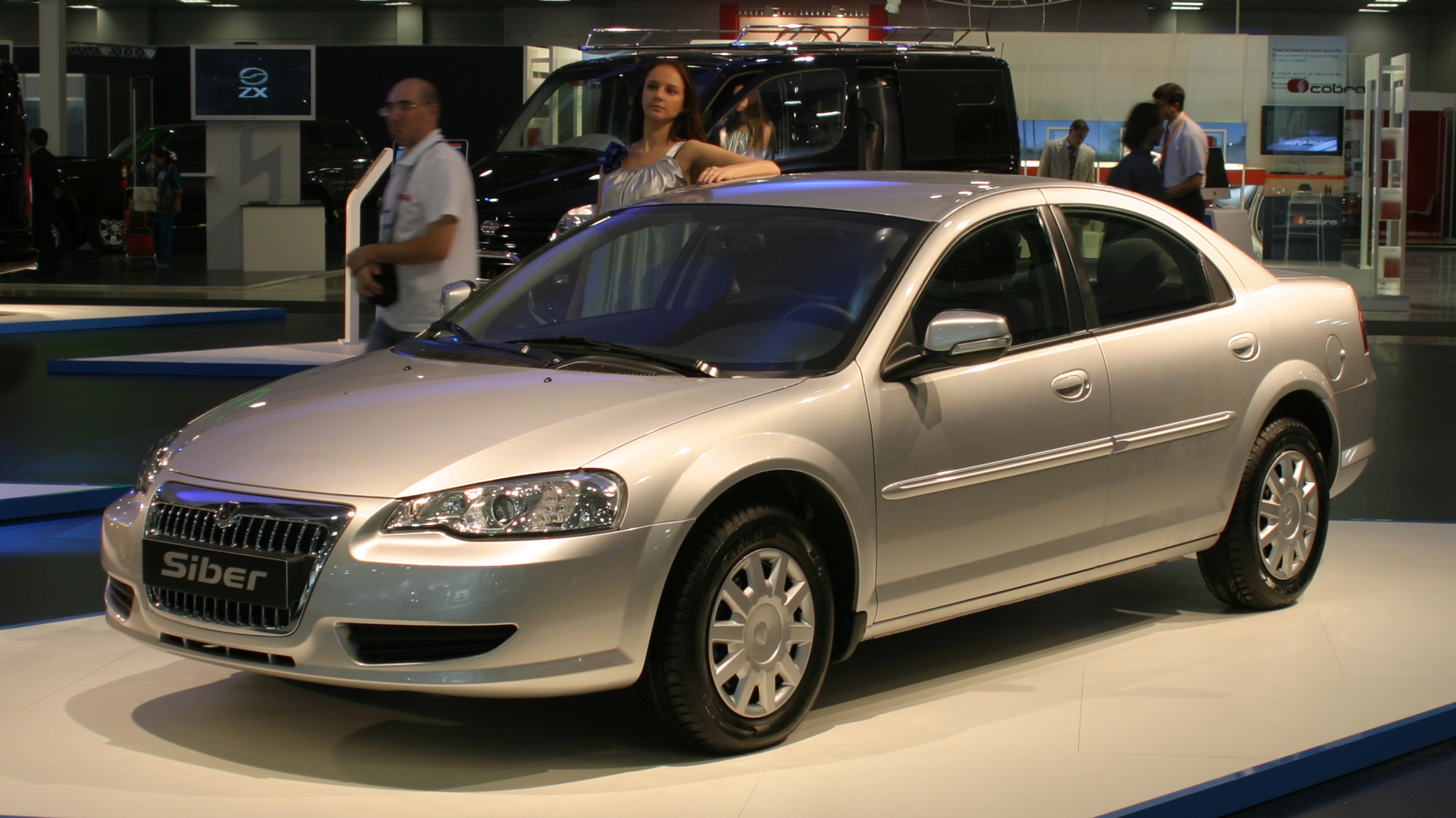
Volga Siber

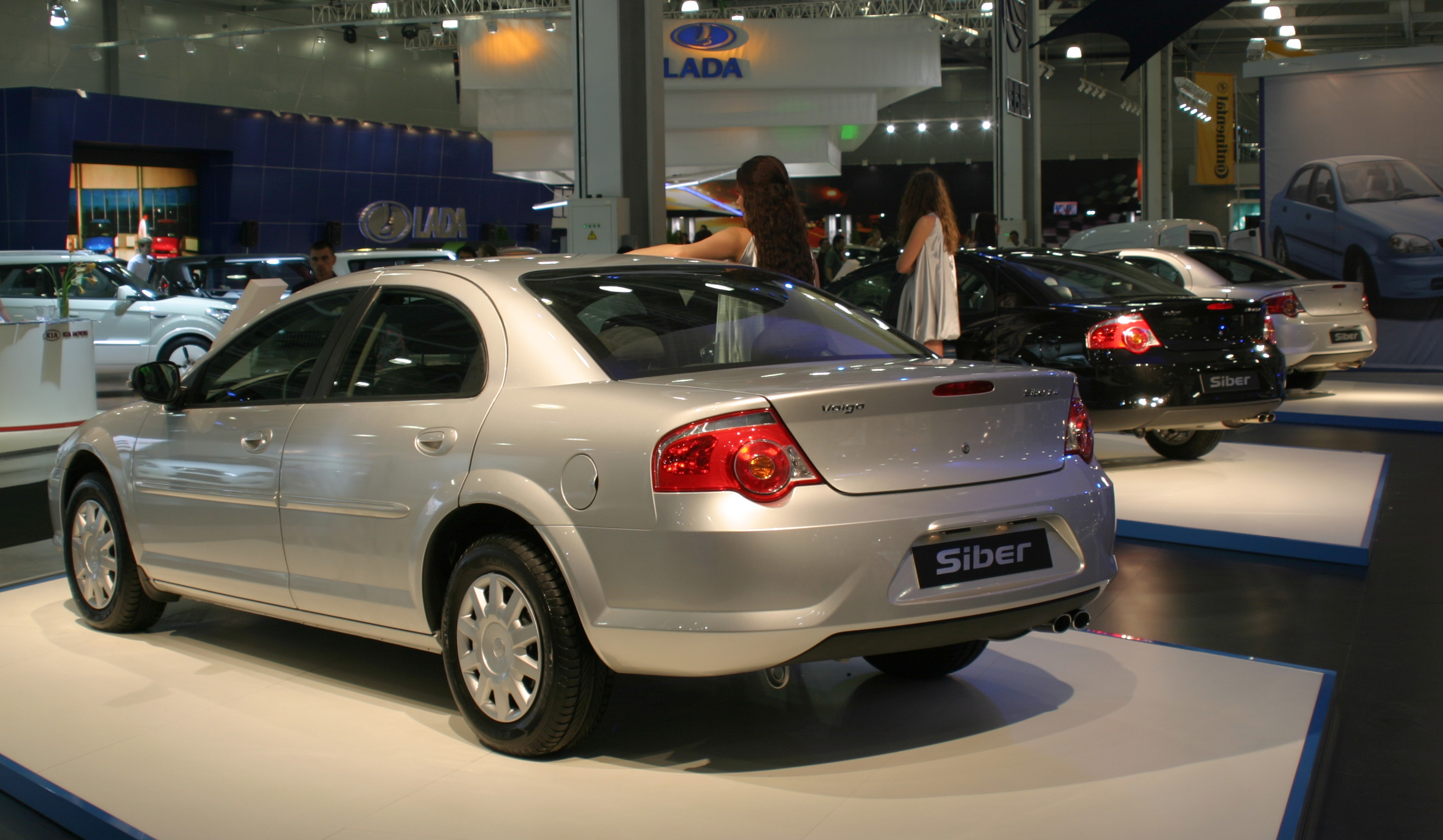
Volga Siber

GAZ Siber (укр. Волга Сайбер) — легкове авто, седан російської компанії ГАЗ. Вперше модель була представлена широкому загалу на виставці Інтеравто-2007 у Москві 29 серпня 2007 року.
GAZ Siber побудований на базі ліцензійної платформи Chrysler JR41, на якій випускались автомобілі Chrysler Sebring та Dodge Stratus у 2001—2006 рр. Устаткування для виробництва було куплено у Крайслера (з заводу Sterling Heights Assembly) та перевезено у Нижній Новгород. Дизайн створювався відомим англійським авто-ательє UltraMotive. Орієнтовна ціна в Росії буде складати від $18 000.
Авто комплектується двигуном з робочим об'ємом 2.0 л та потужністю 141 к.с. або потужнішим 2.4 л на 143 к.с.. У базовій версії присутні: кондиціонер, дві подушки безпеки, ABS, антибуксовочна система, галогенні фари з затримкою відключення і регулюванням рівня, гідропідсилювач керма, регулювання керма по висоті, електропривід сидіння водія з регулюванням у восьми напрямках, аудіосистема з шістьма колонками та підсилювачем, дзеркала з підігрівом і електроприводом складання, дзеркало заднього виду з автоматичним затемненням, повнорозмірне запасне колесо та протитуманні фари.
Siber має жорсткішу підвіску у порівнянні з Chrysler та більший кліренс.
У планах компанії виготовлення 60 тис. авто до 2009 року, і вихід на планові показники 100 тис. авто в рік.

## Двигуни
- 2.0 л ECC I4
- 2.4 л EDZ I4